# Blaesoxiphella brevicornis
Blaesoxiphella brevicornis är en tvåvingeart som beskrevs av Villeneuve 1912. Blaesoxiphella brevicornis ingår i släktet Blaesoxiphella och familjen köttflugor. Inga underarter finns listade i Catalogue of Life.